# Astún
Astún ist ein spanischer Ort und bekanntes Wintersportgebiet unterhalb des Passes Somport in den westlichen Pyrenäen. Das Gebiet Astún gehört zur Gemeinde Jaca in der Provinz Huesca der Autonomen Gemeinschaft Aragon. Das Gebiet Astún bildet eine Exklave mit grob geschätzt 3 % des Gemeindegebiets von Jaca, etwa 20 km nördlich des Hauptteils des Gemeindegebiets. Nur das Gebiet Astún grenzt an Frankreich. Etwa im Gebiet Astún entspringt der Fluss Aragón, der etwa südwärts und in Folge auch durch den Hauptteil der Gemeinde Jaca fließt.

## Skigebiet
Astún ist ein modernes Skigebiete der Pyrenäen. Es gibt insgesamt 41 Kilometer markierte Pisten. Den höchsten Punkt stellt der Gipfel La Raca mit 2350 m dar. Seine Abhänge fallen bis zu 650 Höhenmeter ab.
Ausgangsort des Skigebietes ist ein genau dafür angelegter Ort auf einer Höhenlage von 1700 m mit mehreren Hotels und Apartments. Von hier aus laufen die Hauptsessellifte zu den Skipisten. Das Skigebiet nutzt zwei verschiedene Hochtäler: zum einen das Gebiet La Raca – Sarrios, zum anderen das Gebiet Truchas. Jedes dieser Teilgebiete kann von der Basisstation mit Sesselliften erreicht werden.
Am 18. Januar 2025 kam es zu einem Unfall bei einem Sessellift, als während des Betriebes die fliegend gelagerte Seilscheibe der Bergstation des Canal Roya-Sesselliftes abstürzte und das Förderseil sich an der Stütze der Seilscheibenaufhängung verfing. Durch den plötzlichen, kurzzeitigen Verlust der Spannung in der Seilschlinge kam es zu starken Seilschwingungen und in Folge zu Seilabstürzen an den Rollenbatterien mehrerer Stützen, wobei mehrere Fahrgäste aus den Sesseln geschleudert wurden. Es soll mindestens acht Verletzte gegeben haben. Viele Benutzer des Sesselliftes saßen stundenlang in den Sesselliftsitzen fest, bis sie geborgen wurden.

### Liftanlagen
Fast alle Liftanlagen des Gebietes sind modern und können eine hohe Kapazität befördern. Es gibt:
- 9 Sessellifte.
- 9 Schlepplifte.

### Skipisten
Das Gebiet hat 46 Skipisten mit unterschiedlichen Schwierigkeitsgraden:
- 4 Anfänger (grün markiert)
- 13 leicht (blau markiert)
- 22 mittel (rot markiert)
- 7 schwierig (schwarz markiert)

Außerdem steht im Skigebiet der Trampolín de Saltos Valle de Astún, eine stillgelegte K-90 Skisprungschanze.

## Sonstiges
Es existieren:
- 8 Restaurants
- 1 Ski-Schule
- 1 Schneekindergarten
- 1 normaler Kindergarten
- 4 Skiverleihe